# Hvožďany (Bechyně)
Hvožďany (německy Hwoschdian) jsou vesnice, část města Bechyně v okrese Tábor v Jihočeském kraji. Nachází se asi tři kilometry západně od Bechyně. Prochází zde silnice II/135. Hvožďany leží v katastrálním území Hvožďany u Bechyně o rozloze 10,95 km², v jehož části je přírodní park Plziny.

## Historie
První písemná zmínka o vesnici pochází z roku 1295.

## Obyvatelstvo
| Rok            | 1869 | 1880 | 1890 | 1900 | 1910 | 1921 | 1930 | 1950 | 1961 | 1970 | 1980 | 1991 | 2001 | 2011 | 2021 |
| -------------- | ---- | ---- | ---- | ---- | ---- | ---- | ---- | ---- | ---- | ---- | ---- | ---- | ---- | ---- | ---- |
| Počet obyvatel | 436  | 435  | 429  | 434  | 429  | 441  | 403  | 314  | 306  | 247  | 214  | 170  | 147  | 126  | 123  |
| Počet domů     | 70   | 73   | 76   | 73   | 75   | 75   | 78   | 80   | 77   | 72   | 61   | 81   | 80   | 82   | 82   |

## Obecní správa
Při sčítání lidu v letech 1850–1980 Hvožďany byly samostatnou obcí, se kterým patřily nejprve do okresu Milevsko, ale v roce 1950 v okrese Týn nad Vltavou a od roku 1960 v okrese Tábor. Od 1. července 1980 jsou částí města Bechyně v okrese Tábor.

## Pamětihodnosti
- Kaplička Panny Marie
- Usedlosti čp. 1, 26, 30, 66, 67, 77